# Spolas

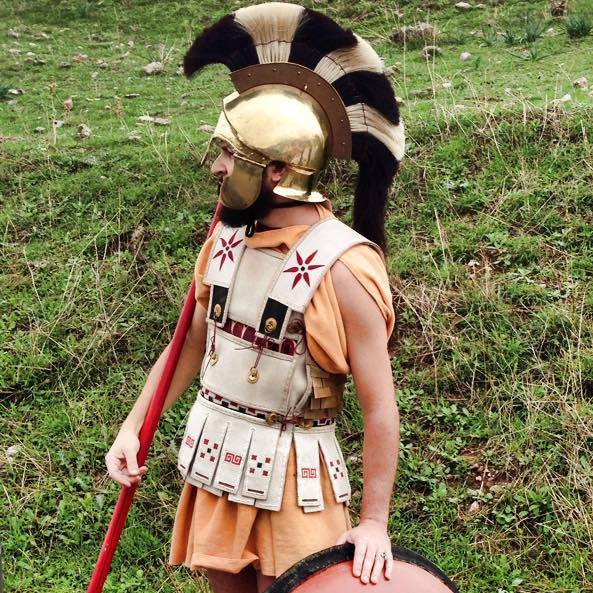
Träger einer nachgebildeten Spola

Eine Spolas (altgriechisch σπολάς spolás, deutsch ‚Fell, Leder‘) war eine Rüstung im antiken Griechenland.

## Beschreibung
Die Spolas war ein Brustpanzer, der aus Leder gefertigt wurde. Sie bestand aus einer dicken Tunika, auf die Lederstreifen genäht wurden. Sie war eine sehr dünne Rüstung, die viel Bewegungsfreiheit des Kriegers erlaubte. Aufgrund der günstigen Herstellungsart konnten sich auch finanziell schwache Krieger eine solche Rüstung leisten.

## Geschichte
Ursprünglich kam die Spolas aus Makedonien um 400 v. Chr. Getragen wurde die Spolas vor allem von Hypaspisten und Ekdromoi. Sie war eine Parallele zur üblicheren Linothorax, die aus Leinen bestand. Durch den Feldzug Alexanders des Großen kam dieser Brustpanzer auch nach Griechenland.